# إيرل فيريل
إيرل فيريل (بالإنجليزية: Earl Ferrell)‏ هو لاعب كرة قدم أمريكية أمريكي، ولد في 27 مارس 1958 في هالفيكس في الولايات المتحدة.

## وصلات خارجية
- إيرل فيريل على موقع مرجع كرة القدم المحترفة.كوم (الإنجليزية)